# 이항 (1499년)
이항(李恒, 1499년 ~ 1576년)은 조선 중기의 문신이자 학자이다. 본관은 성주. 자는 항지(恒之), 호는 일재(一齋), 시호는 문경(文敬)이다.

## 생애
1499년에 아버지 의영고주부 이자영, 어머니 전주최씨 사이에서 태어났다. 박영(朴英)의 문인이다. 일찍이 무과에 뜻을 두어 무예를 익혔고, 30세부터 학문을 시작하여 도봉산 망월암에서 수년 간 독학한 뒤 태인(泰仁)으로 내려가 어머니를 봉양하며 학문에 전념했다. 당시의 학자 백인걸은 이항의 학문이 조식(曺植)에게 비길만하다고 칭찬하였다.
1566년(명종 21) 학행(學行)으로 추천되어 의영고영(義盈庫令), 임천군수를 지냈으나 직무를 다하지 못한다는 비난을 받았는데, 1567년 5월에 병으로 사퇴했다. 선조초 의빈부경력(儀賓府經歷), 선공감부정(繕工監副正)을 거쳐 1574년 사헌부장령, 장악원정을 지냈으나 병으로 사퇴했다. 그 뒤에도 5도의 찰방에 임명되었으나 병으로 부임하지 못했고 1576년(선조 9년) 졸하였다.
사후 철종 때 이조판서에 추증되었으며, 시호는 문경(文敬)이다. 태인 남고서원(南皐書院)에 제향되었다. 기대승(奇大升)과 함께 호남을 대표하는 5학(五學)의 한 사람으로 이기일원론(理氣一元論)을 주장했다. 저서로는 〈일재집〉이 있다.

## 학문세계
1558년(명종 13) 당시 대학자인 김인후(金麟厚), 노수신(盧守愼), 기대승(奇大升) 등과 서한을 통하여 ≪태극도설(太極圖說)≫ 학문을 논하며, 이(理)와 기(氣), 태극(太極)과 음양(陰陽)은 일체라고 주장했다.
그는 이기이원(理氣二元) 그대로가 곧 일물(一物)이라 하면서 이기(理氣)는 비록 이물(二物)이나 그 체(體)는 하나라고 했다. 즉 양의(兩儀)는 본래 태극 안에 있고 태극이 양의를 낳은 후에는 태극의 이가 역시 양의 안에 있다고 했다. 천인(天人)이 일리(一理)이니 사람의 지각운동(知覺運動)·강약청탁(强弱淸濁)의 기(氣)가 일신(一身)에 충만한 것은 음양의 기이고, 인의예지(仁義禮智)가 기 안에 갖추어진 것이 태극의 이(理)인 것과 같이 이와 기는 마땅히 일신 안에 있으므로 이물(二物)이 아니라고 했다.
김인후는 이에 대해 『이와 기는 혼합되어 있으므로 태극이 음양을 떠나서 존재한다고 할 수는 없지만, 도와 기의 구분은 분명하므로 태극과 음양은 일물이라고 할 수는 없다』 고 하였다.
1559년(명종 14) 그는 도기지분(道器之分)인 인심(人心)과 도심(道心)에 대한 글을 고봉을 통해 보내자, 김인후는 기군에게 보낸 편지에 대해 감히 이렇다 저렇다 할 일은 아니나,『대개 이와 기는 혼합하여, 천지의 사이에 가득 찬 것이 다 그 속으로부터 나와서 각기 갖추지 않은 것이 없으니 태극이 음양을 떠났다고 일러서는 아니 되겠지만, 그러나 도기의 나눠짐이 한계가 없지 못할진대 태극과 음양은 아무래도 일물이라 할 수는 없을 것입니다.』라며, 주자는 말하되 『태극이 음양을 탄 것이 사람이 말을 탄 것과 같은즉 결코 사람을 말이라 할 수는 없다.』"라고 하였다.
이황(李滉)은 이러한 그의 주장에 대해 이와 기의 관계를 하나로 본다면 도(道)와 기(器)의 한계가 없어 결국 '도즉기'(道則器)·'기즉도'(器則道)라고 보는 편견에 빠질 것이라고 비판했다.

## 가족 관계
- 아버지 : 이자영(李自英)
- 어머니 : 전주 최씨, 최인우의 딸

## 연관인물
- 조식
- 이황
- 김인후
- 노수신
- 기대승
- 김천일
- 최산정

## 관련 문화재
- 일재 이항 묘비
- 일재 이항선생 유허비 - 정읍시 향토유적 제10호